# Can Peixo (el Prat de Llobregat)
|  | Aquest article fa referència a la masia actual al Prat de Llobregat. Si cerqueu l'altra masia al terme del Prat amb el mateix nom, vegeu Can Peixo Vell. |

Can Peixo és una masia al terme del Prat de Llobregat (el Baix Llobregat) inclosa a l'Inventari del Patrimoni Arquitectònic de Catalunya. Cal Peixo és anomenat a la Consueta Parroquial d'inicis del segle xix i fou propietat de la família Busquets. Cal no confondre'l amb Cal Peixo Vell (Torre Gran), actualment enrunada i que fou propietat de la família Amell-Llobregat.
Al mig d'un nus viari es conserva una masia del tipus 2.II de l'esquema de Danés i Torras (basilical amb planta baixa, pis i golfes). La casa ha estat molt restaurada, encara que estructuralment és anterior al segle xx.